# Font de l'Aurora
La Font de l'Aurora era un monument escultòric situat inicialment als Jardinets de Gràcia de Barcelona, i posteriorment disgregat en diverses peces repartides entre el Turó Parc, l'avinguda de Vallcarca, el passeig de Santa Madrona, la plaça de Joaquim Folguera i el Zoo de Barcelona. Fou realitzada per Joan Borrell i Nicolau el 1929, en un estil classicista de caràcter una mica acadèmic, proper al noucentisme de moda en aquella època.

## Història
Els Jardinets de Gràcia foren realitzats en el context de l'Exposició Internacional de 1929 per Nicolau Maria Rubió i Tudurí, director de Parcs i jardins de Barcelona, per a servir d'enllaç entre el passeig de Gràcia i la Vila de Gràcia, annexionada a la ciutat de Barcelona el 1897.
Per a la seva inauguració, el 13 de juliol de 1929, s'hi va col·locar la Font de l'Aurora, un grup escultòric situat sobre un estany, obra de Joan Borrell i Nicolau. Constava d'una figura central, Minerva, dempeus sobre una barca, que subjectava dues quadrigues tirades cadascuna per dos cavalls, una dirigida per Hèlios (el Sol), i altra per Selene (la Lluna), rodejat per unes columnes rematades per àligues. Al parterre adjacent hi devien figurar dos grups dedicats a Diana caçadora, un amb una imatge de la deessa amb unes nimfes, i altre amb un cérvol ferit per les fletxes de la deessa caçadora rodejat per uns gossos de caça; malgrat tot, tan sols s'arribà a fer el primer grup, format per la figura de Diana caçadora, una Nimfa despertant-se i una Nimfa que es pentina.
L'obra no va agradar als veïns, especialment perquè es va situar de cara a la Diagonal, pel que donava l'esquena al barri. Així doncs, el 1931 l'obra va ser desmuntada i guardada en un magatzem municipal. Alguns anys més tard, algunes de les seves peces van ser col·locades de manera separada en altres indrets de la ciutat: un dels carros, el d'Hèlios, va ser instal·lat el 1934 al Turó Park; una de les nimfes, titulada Nimfa que es pentina, es va situar a la plaça Joaquim Folguera el 1968; les àligues van ser ubicades al Zoo de Barcelona el 1969; la figura de Minerva va ser col·locada el 2003 al passeig de Santa Madrona, a Montjuïc, en una fornícula de l'Institut Cartogràfic de Catalunya; i la figura de Selene fou col·locada el 2014 a l'avinguda de Vallcarca, prop de la Plaça de Lesseps. D'altra banda, les figures de Diana caçadora i Nimfa despertant-se van quedar en la col·lecció particular de la família Borrell Nicolau.

## Descripció
En l'actualitat, del conjunt original queden els següents elements:
- Quadriga d'Hèlios, al Turó Park, emplaçament al que es troba des del 1934. Està compost per un carro tirat per dos cavalls redreçats sobre les seves potes traseres, i guiat per la figura d'Hèlios, déu del sol. Malmesa durant la Guerra Civil espanyola, va ser restaurada el 1940.[6]
- Nimfa que es pentina, a la Plaça Joaquim Folguera, on fou col·locada el 1968. Es tracta d'una nimfa ajaguda en actitud de pentinar-se el cabell amb les mans, en una posició un xic forçada i violenta —motiu pel qual és popularment coneguda com El Retortijo. Després de la seva retirada de la ubicació original va ser col·locada al Turó Park, juntament amb la quadriga d'Hèlios, però el 1968 va ser traslladada al seu emplaçament actual.[7]
- Àligues, al Zoo de Barcelona des del 1969. En l'obra original hi havia quatre àligues situades sobre columnes, una amb les ales tancades, una altra a mig obrir i dues amb les ales esteses. Guardades en un magatzem després del seu retir de Gràcia, tres d'elles van ser recuperades per Antoni Jonch, director del Zoo de Barcelona, qui les va situar en una rèplica de les muntanyes de Montserrat situada a prop de l'entrada del parc zoològic; la quarta probablement va ser fosa juntament amb els cavalls de la quadriga de Selene. Segons una altra versió, de la font serien només dues àligues, mentre que la tercera provendria de la Font de l'Àliga situada al Passeig dels Oms del Parc de la Ciutadella.[8]
- Minerva, al Passeig de Santa Madrona 49-51, situada en aquesta ubicació des del 2003. Representa a la deessa romana de la saviesa, les arts i les tècniques de la guerra —equivalent a l'Atena grega—, situada dempeus en postura de contrapposto, vestida amb un peple i tocada amb un casc. Després de la seva retirada de Gràcia va ser col·locada temporalment al Parc de la Ciutadella, fins que va ser guardada en un magatzem municipal, per a ser finalment recuperada el 2003 per a decorar una fornícula buida de la façana de l'Institut Cartogràfic de Catalunya.[9]
- Selene, col·locada el 2014 a l'Avinguda de Vallcarca, prop de la Plaça de Lesseps. Es tracta de l'altra quadriga del conjunt, tot i que sense els cavalls del carro, que van ser fosos en la postguerra per a aprofitar el bronze. La figura representa a Selene (la lluna), en forma de jove vestida amb túnica i una cinta al cap que li subjecta el cabell, dempeus sobre el carro amb una cama endavantada en actitud de contrapposto, i amb el cap girat cap a l'esquerra. La noia és robusta, com solia ser habitual en les figures de Borrell. Li manquen dos dits de la mà esquerra. L'estàtua es troba sobre una base elaborada per a la seva col·locació el 2014 per Josep Peraire.[10]
- Diana caçadora i Nimfa despertant-se, en la col·lecció particular de la família Borrell Nicolau.

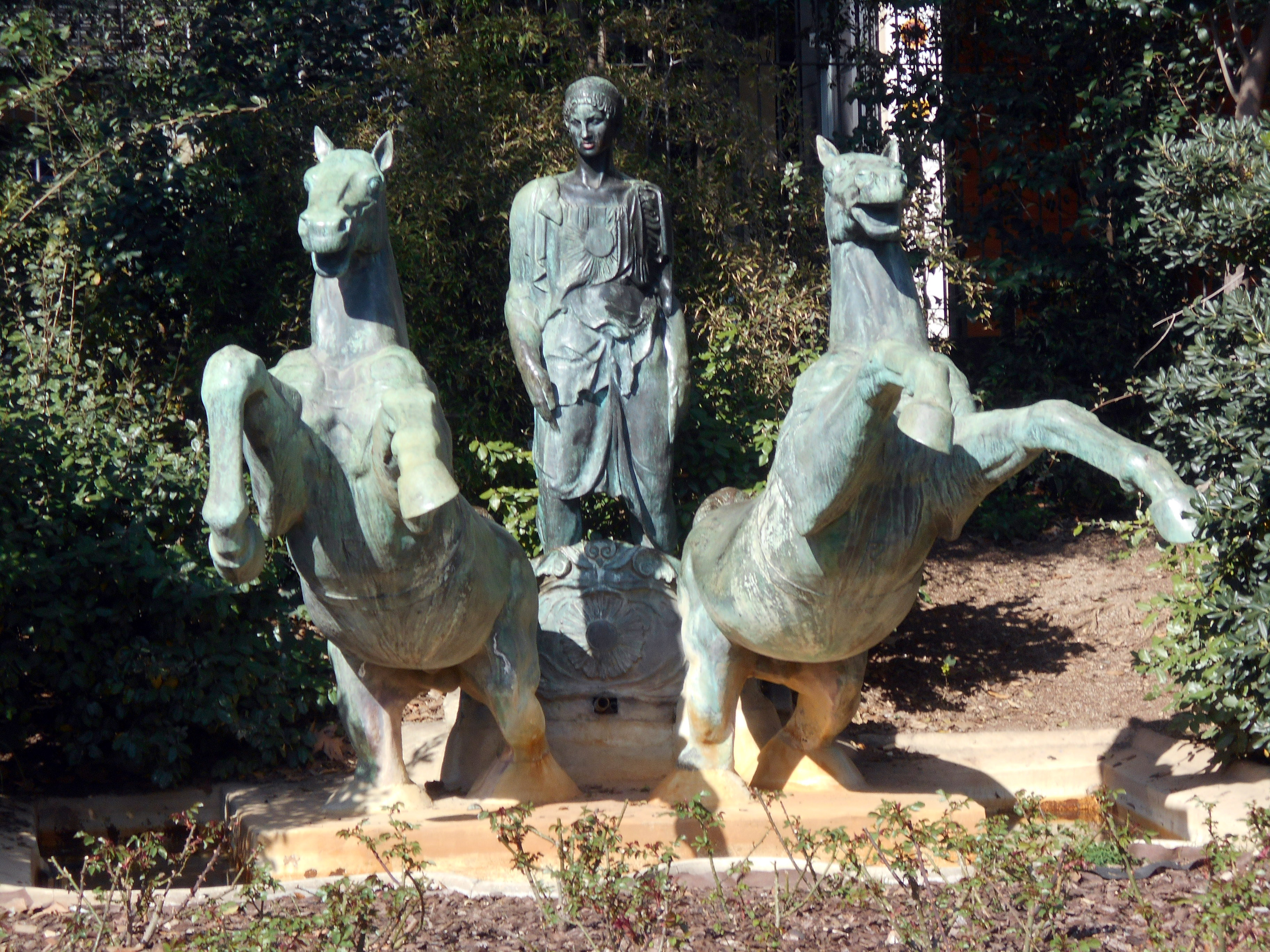
Quadriga d'Hèlios, Turó Park
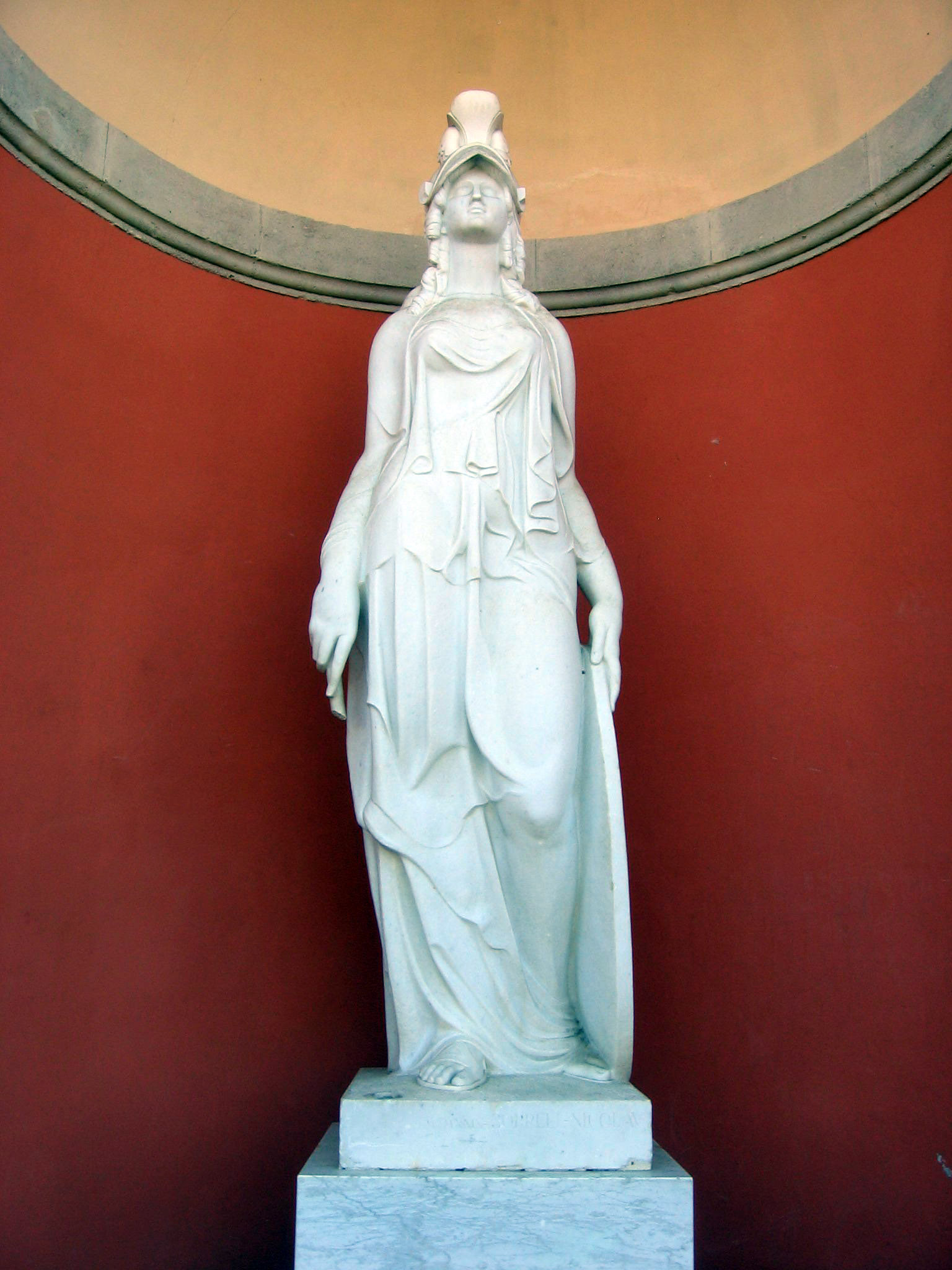
Minerva, Passeig de Santa Madrona, Montjuïc
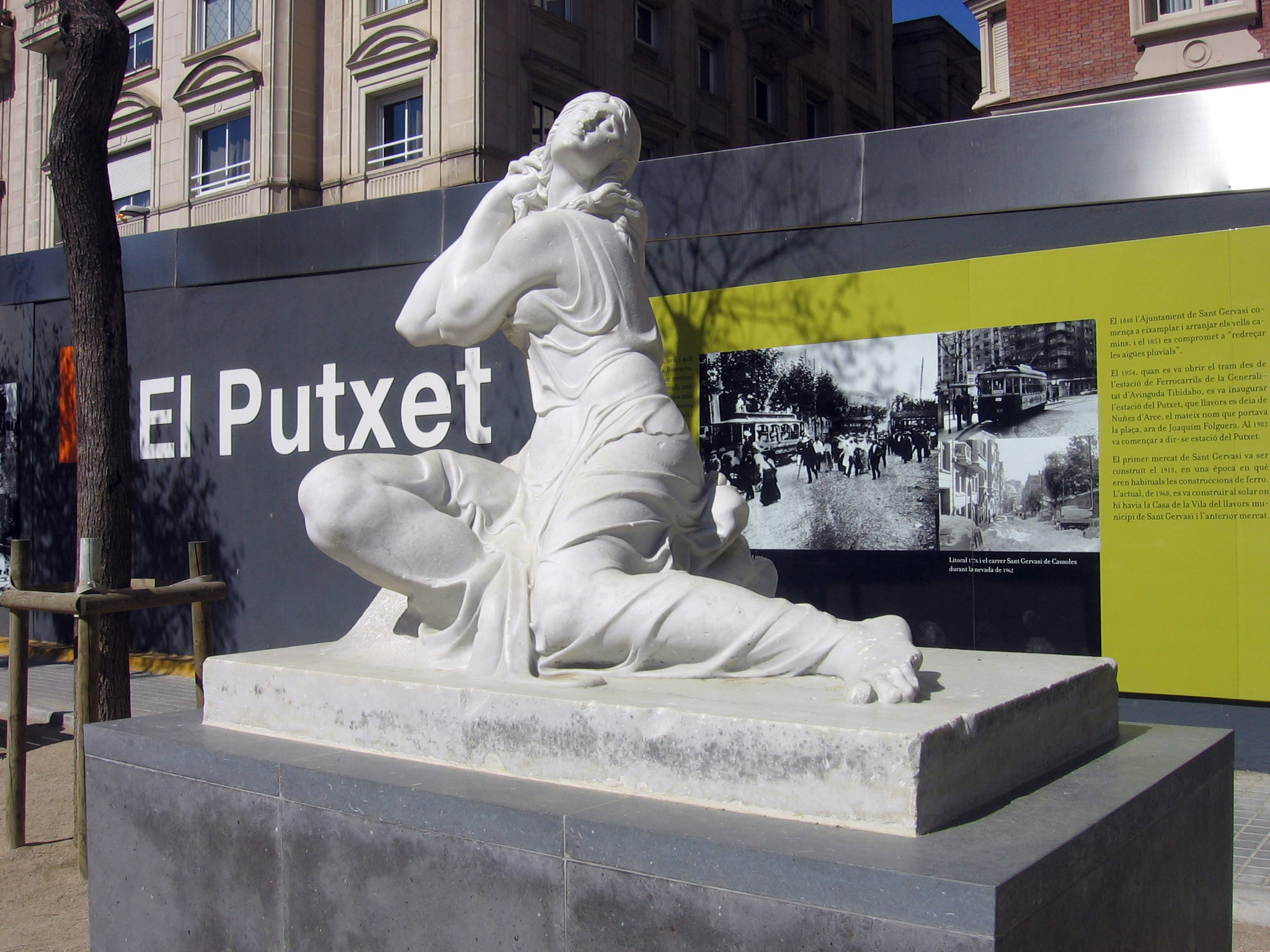
Nimfa que es pentina, Plaça de Joaquim Folguera
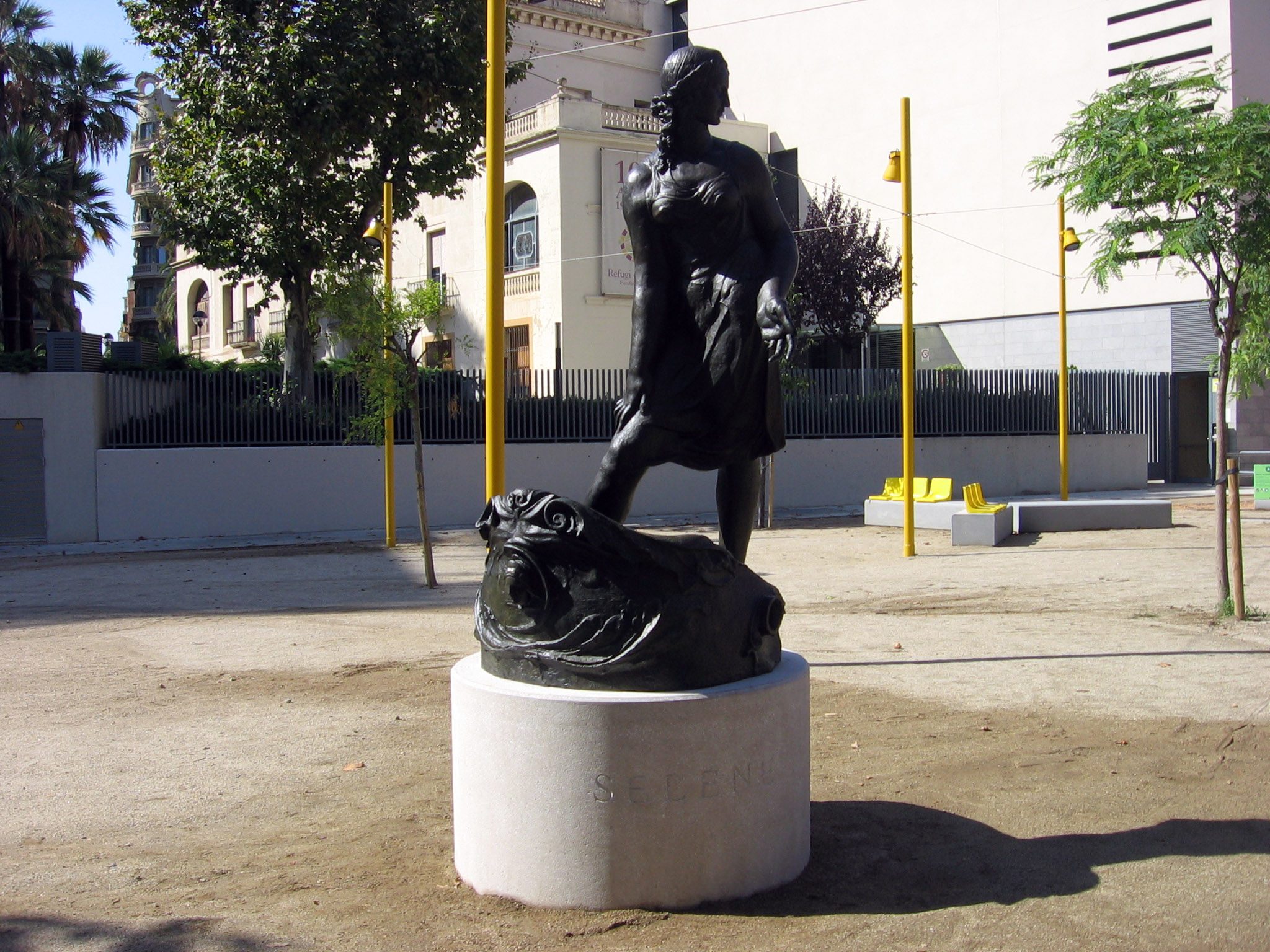
Selene, Avinguda de Vallcarca.
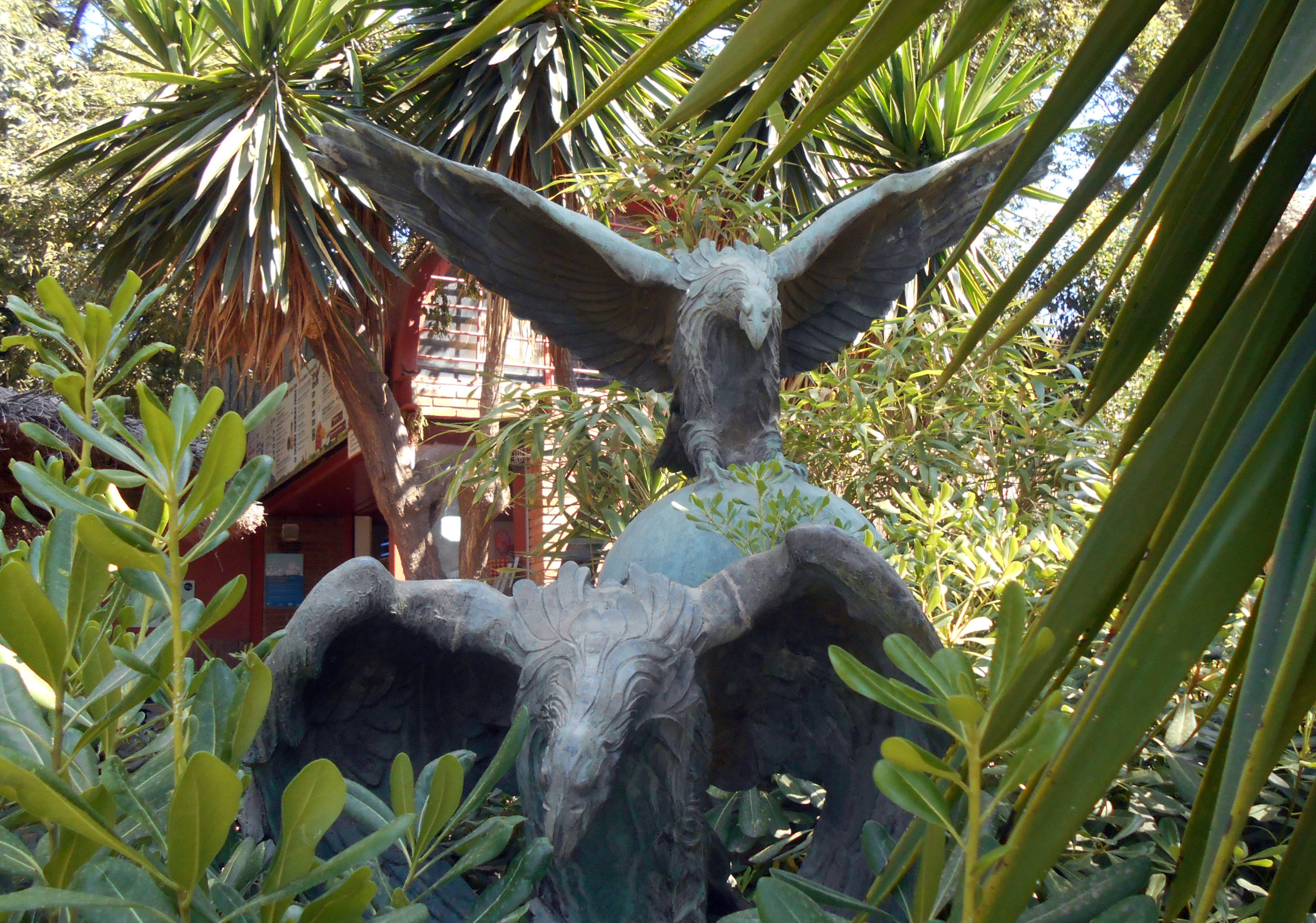
Àligues, Zoo de Barcelona

## Exposició Palau Robert
El primer trimestre del 2025 s'hi va fer una exposició al Palau Robert de Barcelona sobre aquest conjunt escultòric que incloÏa informació escrita, una maqueta que recreava com s'hauria vist si el projecte s'hagués dut a terme en la seva totalitat (reconstrucció en 3D), un vídeo amb una reconstrucció digital, i alguna escultura solta.